# Jean Carrier (homme politique)
Pour les articles homonymes, voir Jean Carrier et Carrier (homonymie).
Jean Carrier, né le 28 septembre 1834 à Lyon et mort le 9 septembre 1898 à Sutrieu (Ain), est un homme politique français.

## Biographie
D'abord élève à l'école militaire de Saint-Cyr, il quitte l'armée et s'installe comme avocat à Belley. Conseiller général du canton de Brenod, il est élu député de l'Ain en mai 1898, et meurt quelques semaines plus tard.

## Sources
- « Jean Carrier (homme politique) », dans le Dictionnaire des parlementaires français (1889-1940), sous la direction de Jean Jolly, PUF, 1960 [détail de l’édition]